# Гремучий (Красноярский край)
Грему́чий — посёлок в составе Красногорьевского сельского поселения Богучанского района в северо-восточной части Красноярского края. Получил своё название в честь ручья Гремучий.

## Географическое положение
Географически посёлок расположен напротив села Богучаны административного центра Богучанского района на правом берегу реки Ангары.
Сопредельные территории:
- восток: посёлок Красногорьевский (административный центр)
- юг: Богучаны

## Население
| 2010 |
| ---- |
| 1881 |

## Экономика
Основное занятие населения — эксплуатация, вывоз и сплав леса по Ангаре.
В 2013 году на базе имеющейся в посёлке Гремучинской ПХС была сформирована более укрупнённая и современная Богучанская ПХС 3-го типа.

## Инфраструктура

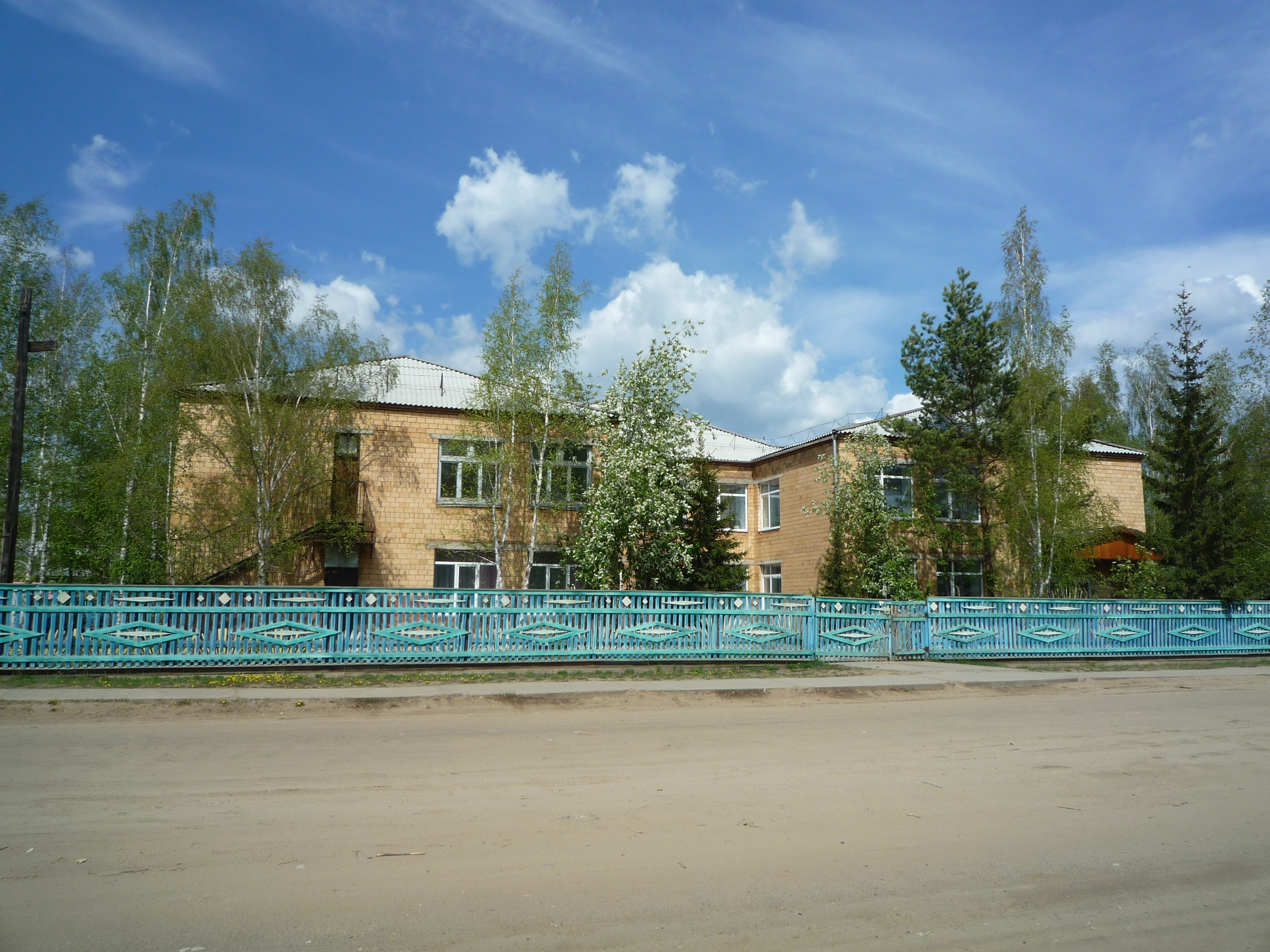
Детский сад
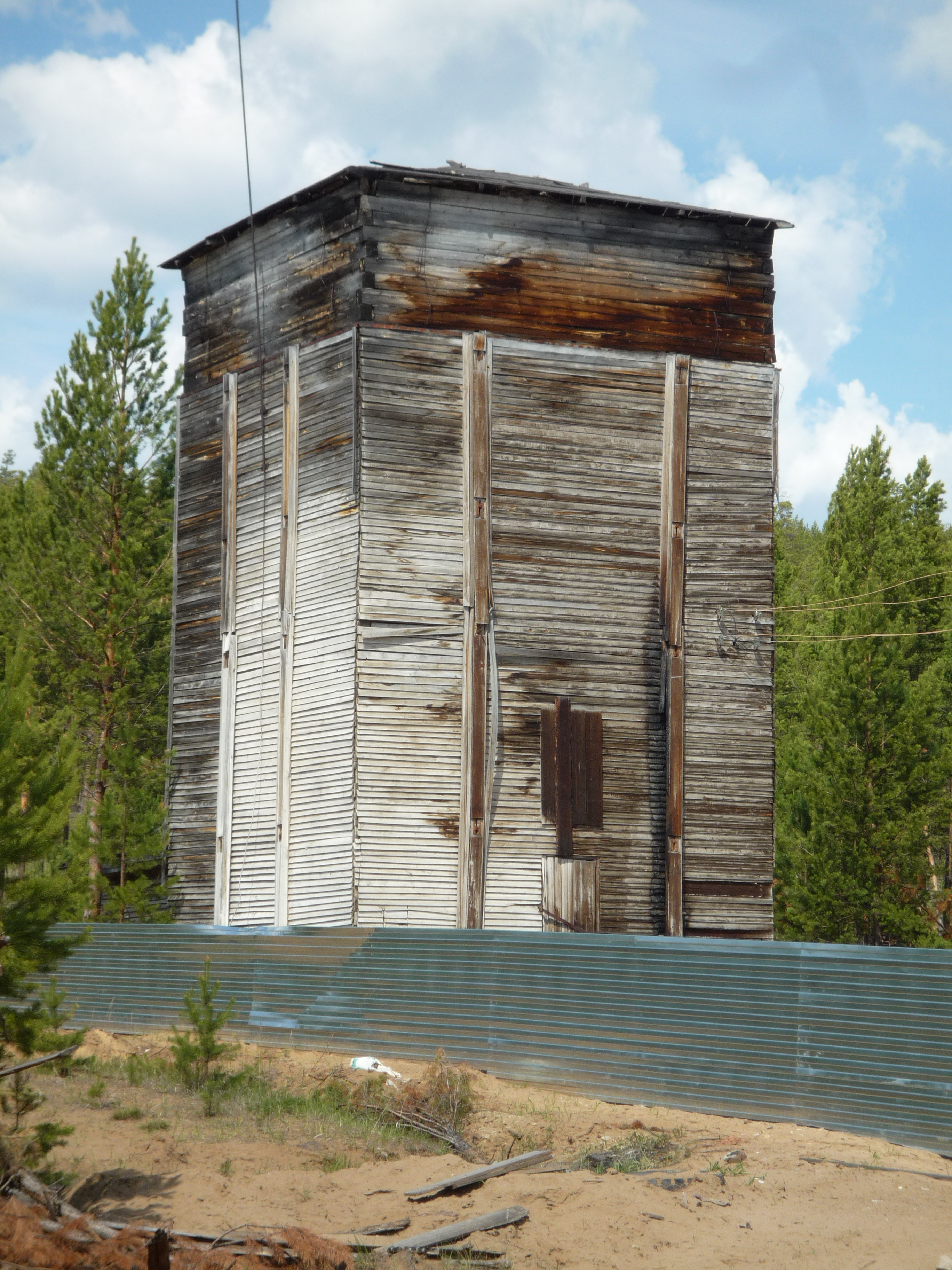
Водокачка
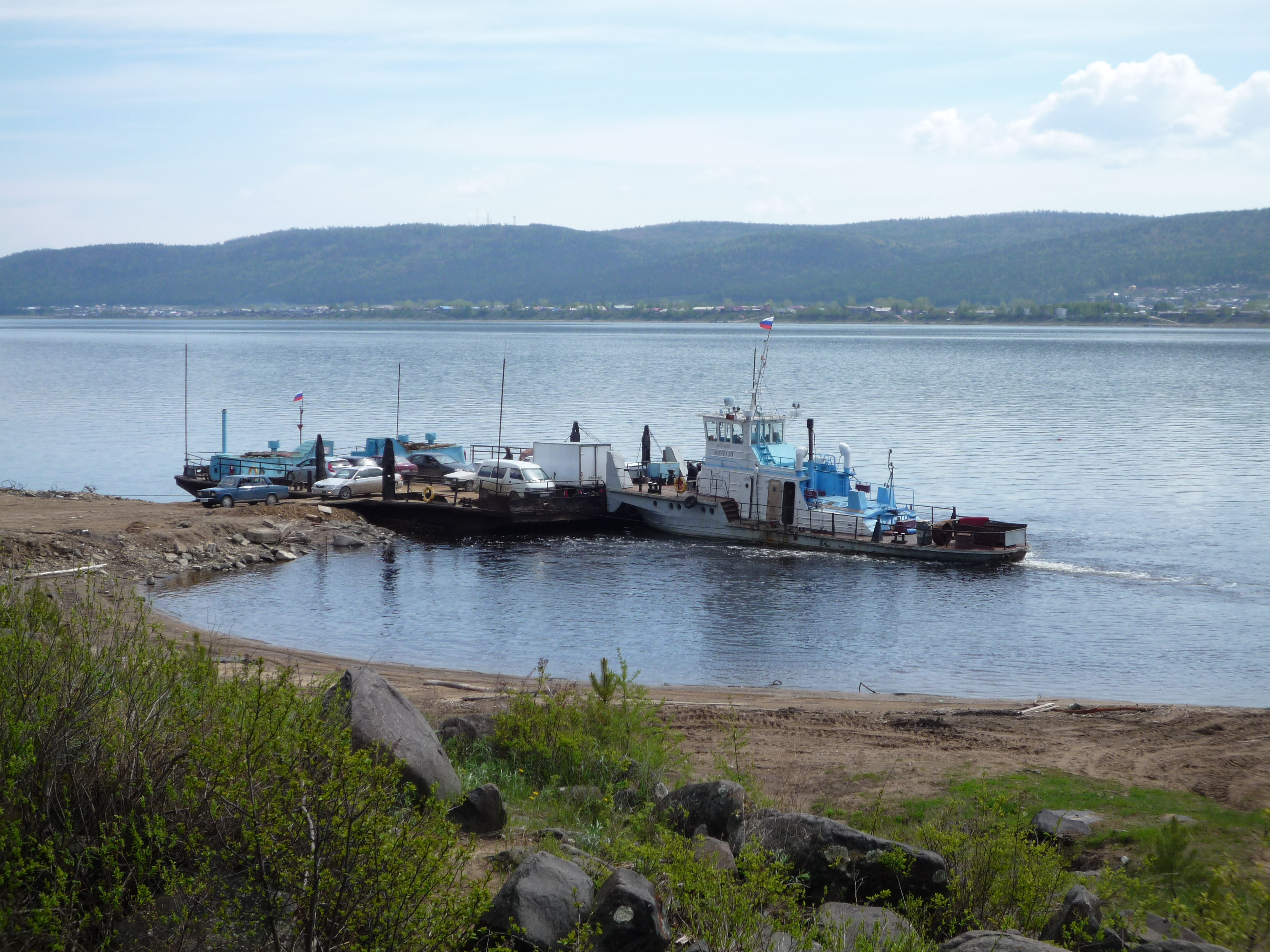
Причал